# Theodor Schmucker
Theodor Schmucker (Múnich, 5 de mayo de 1894 – Gotinga, 21 de junio de 1970) fue un botánico alemán, y experto en forestales.

## Biografía
Se especializa en la biogeografía botánica y su obra tuvo una influencia sobre la taxonomía vegetal.
Obtiene su doctorado en la Universidad de Múnich, en 1923. Entre 1937 a 1962, profesor asociado de la Cátedra de Botánica Forestal y Micología de la Facultad Forestal Técnico de la Universidad de Gotinga, y director del Instituto de Botánica Forestal y Mejora de Árboles Forestales.

## Obra
- 1923. Zur Biologie und Morphologie geophiler Pflanzen. Ed. Repertorium, 48 pp.
- Endemismen und Charakterpflanzen von Kreta (Endemismo y características de plantas de Creta), Jena, 18 pp. 1930
- Geschichte der Biologie. Forschung und Lehre (Historia de la biología. Investigación y docencia.) 1936
- Die Baumarten der nördlichen gemischten Zone (Las especies de árboles de la zona mixta norte), 1942
- La distribution des espèces arborescentes de la zone septentrionale tempérée. Fasc. 4 de Silvae orbis. Ed. Centre Internat. de Sylviculture, 156 pp. 1942
- Geschichte der Anatomie des Holzes (Historia de la anatomía de la madera). Con Germaine Linnemann. Ed. Umschau, 78 pp. 1951
- Alexander von Humboldt zum Godächtnis, 1959
- Vorbildliche Arbeit eines Forstamtsleiters in der Forstpflanzenzüchtung (Trabajo ejemplar de un Jefe del Departamento Forestal de la Mejora de Árboles Forestales). 158 pp.

## Reconocimientos
- 1956: Pte. de la Sociedad botánica de Alemania.

## Eponimia
Especies
- (Caryophyllaceae) Silene schmuckeri Wettst.[2]